# Lockmarsch

Deutsche Locke

Lockmarsch oder kurz Locke heißt in der Marschmusik der Übergang vom Feldschritt zum „klingenden Spiel“. Der Begriff kommt von locken; die Locke soll die Musiker also zum nächsten Musikstück (i. d. R. ein Marsch) „locken“. Der Lockmarsch wird von den Spielleuten (bestehend aus Trommeln und Querpfeifen) oder nur dem Schlagwerk ausgeführt. Letzteres ist beispielsweise in Österreich oft der Fall, wo dafür auch die Bezeichnung Einschlagen geläufig ist.
Die genaue Ausführung der Locke unterscheidet sich von Land zu Land sowie von Kapelle zu Kapelle. So gibt es z. B. sowohl eine „Deutsche Locke“ als auch eine „Österreichische Locke“. Bei deutschen Marschkapellen ist der Ablauf wie folgt:
1. Die Kapelle bewegt sich im Feldschritt, begleitet von der kleinen Trommel.
2. Der Kapellmeister, ggf. zusätzlich der Tambourmajor, gibt ein Zeichen für das nächste Stück.
3. Die Große Trommel spielt drei kräftige Schläge auf die Taktzeiten 1, 2 und 1 des zweiten Taktes des Feldschrittes.
4. Die kleine Trommel, ggf. zusätzlich der Spielmannszug, spielt die Locke.
5. Das nächste Stück beginnt.

In Deutschland gibt es eine weitere Variante, die so auch von der Bundeswehr praktiziert wird:
1. Der Musikverein marschiert zunächst zum Parademarsch der Spielleute, gespielt entweder auf der Trommel oder von einem Spielmannszug mit Pfeifen oder Piccoloflöten.
2. Der Dirigent und/oder der Tambourmajor gibt während des Parademarsch der Spielleute ein deutliches Zeichen zum Abreißen.
3. Optional erklingen auf den letzten drei Schlägen vor dem Abriss des Parademarschs drei kräftige Akzente der Großen Trommel und/oder der Becken.
4. Im Anschluss leitet die kleine Trommel oder der Spielmannszug den Lockmarsch ein.
5. Danach folgt der nächste Marsch nahtlos.

Der Lockmarsch wird, etwa bei Festzügen, auch von zivilen Musikkapellen gespielt. Entstanden ist die Locke aber in der Militärmusik, wo sie heute noch Verwendung findet, wann immer ein Musikkorps eingesetzt wird (Appelle, Feierliche Gelöbnisse). Aber auch bei zivilen, konzertanten Aufführungen von Märschen, wie z. B. dem Radetzky-Marsch, wird inzwischen die Locke vorweg gespielt. Eine besonders komplizierte Form der Locke ist die Locke zum Großen Zapfenstreich.